# Слуга Божий
Слуга́ Бо́жий (лат. Servus Dei) — офіційний титул, який присвоюється померлому католику в період від початку процесу беатифікації до зарахування його до лику блаженних.
Головні критерії для початку процесу і присвоєння особі титулу «слуга Божий» — «святість життя» або «героїчність чеснот». Перед беатифікацією померлого праведника також можуть іменувати «високоповажний». У загально-християнському сенсі вислів «слуга Божий» використовується як синонім християнина.
Не слід плутати цей титул з одним з офіційних титулів Папи Римського «Слуга Слуг Божих» (лат. Servus Servorum Dei).

## Слуги Божі РКЦвУ
Список Слуг Божих РКЦвУ
1. єп. Адольф Шельонжек — Єпископ Луцький, титулярний єпископ Житомирський, титулярний єпископ Київський.
2. єп. Рафал Керницький OFMconv[1]
3. о. Людвік Вродарчик OMI[2]
4. Чортківські мученики[3]:

о. Юстин Спирлак ОР
о. Станіслав Місюта ОР
о. Адам Знаміровський ОР
о. Франциск Льонґава ОР
бр. Реґінальд Червонка ОР
бр. Анджей Бояковський ОР
бр. Методій Кароль Іваніщув ОР
бр. Юзеф Вінцентович ОР
1. Софія Тайбер
2. Маріанна Тереза Мархоцька
3. Марія Людвіка Наленч-Моравська
4. Ян Ольшанський

## Слуги Божі УГКЦ
27 червня 2001 року під час пастирського візиту в Україну Папа Іван Павло ІІ проголосив у Львові 27 українських мучеників за віру блаженними (28-й був росіянин Леонід Федоров, екзарх Російської греко-католицької церкви). Це дало поштовх Місії «Постуляційний центр беатифікації й канонізації святих УГКЦ» розпочати нові процеси. Починаючи від 2001 року на єпархіальному рівні триває беатифікаційний процес 45-ти слуг Божих: о. Петра Мекелити і 44 співмучеників.
Список Слуг Божих УГКЦ
1. о. Андрій Бандера
2. о. Йосиф Бучинський
3. о. Степан Венгринович
4. о. Михайло Вовчик
5. о. Августин Волошин
6. бр. Мар'ян Галан, ЧНІ
7. о. Микола Галянт
8. о. Михайло Горечко
9. о. Омелян Горчинський
10. о. Йосиф Грицай
11. о. Анатолій Гургула
12. Ірина Гургула
13. ієрм. Йосиф Завадяк, ЧСВВ
14. о. Антоній Казновський
15. о. Мар'ян Кашуба
16. о. Даниїл-Василь Кисілевський
17. п. Григорій Кметь, дяк
18. о. Степан Книш
19. о. Петро Кордуба
20. о. Микола Косович
21. о. Василь Лончина
22. ієрм. Порфирій Луцик, ЧСВВ
23. ієрм. Мартин Мартинюк, Студит
24. о. Петро Мекелита
25. о. Теодор Німилович
26. Ольга Німилович
27. ієрм. Павло Олінський, ЧСВВ
28. о. Петро Орос
29. о. Михайло Осадца
30. о. Йосиф Осташевський
31. о. Петро Пастух
32. о. Антон Ричаківський
33. о. Іван Розумний
34. о. Володимир Слюзар
35. п. Стефанія Тарантюк
36. о. Іван Татаринський
37. мати Моніка Полянська, ЧСВВ
38. о. Григорій Хамчук
39. ієрм. Рафаїл Хомин, Студит
40. о. Ярослав Чемеринський
41. о. Степан Чеховський
42. о. Володимир Чубатий
43. п. Марія Шведа
44. єп. Дмитро Яремко
45. о. Микола Щепанюк
46. о. Йосиф Яримович
47. о. Августин-Климент Цебровський — Слуга Божий з березня 2018 року.
48. о. Христофор Миськів, ЧСВВ — Слуга Божий з серпня 2017 року.

5 квітня 2009 року в Івано-Франківську на єпархіальному рівні розпочався беатифікаційний процес слуги Божого о. Єремії Ломницького, ЧСВВ.
11 липня 2009 року в Сокалі на єпархіальному рівні розпочався беатифікаційний процес слуги Божого о. Кирила Селецького.

## Слуги БожіМГКЄ
- Новомученики Мукачівської єпархії (МГКЄ)

1. о. Петро Павло Орос

## Слуги Божі, пов'язані з Україною
Слуги Божі, пов'язані з Україною — це Слуги Божі, які мають відношення до України, але чия прослава почалася не в українських єпархіях католицької церкви.
1. Зіта Бурбон-Пармська — Королева Галичини і Волині, Герцогиня Буковини.
2. Генрик II Побожний — Герцог Сілезії із роду Рюриковичів.
3. Емілія Качоровська — мати Святого Іоанна Павла ІІ українського походження.
4. о. Станіслав Шульмінський SAC  — репресований римо-католицький священник.

## Можливі майбутні Слуги Божі, пов'язані з Україною
- Анна Київська — Королева Франції з українського монаршого роду, предок багатьох монархів, які мають заслуги перед Християнством.
- Анна Алоїза Ходкевич — представниця української аристократії, меценатка. Після її смерті серед католиків України існувала ідея її канонізації. На жаль після втрати української державності ідея її канонізації серед католиків України відійшла на задній план аж до часів відновлення української державності.
- Софія Фредро — українська графиня, Мати Андрея і Клементія Шептицьких.